# Jules de Guerne
Pour les articles homonymes, voir Guerne.
Jules Germain Maloteau de Guerne dit Baron de Guerne, né le 20 août 1855 à Douai et mort le 21 juin 1931  à Paris est un zoologiste et géographe français.

## Biographie
Il est président de la Société zoologique de France en 1890.
La Société zoologique de France attribue depuis 1901 un prix qui porte son nom.

## Distinctions
Il est fait chevalier de la Légion d'honneur en 1889.
Il est promu commandeur de l'ordre de Saint Grégoire le 16 janvier 1885